# کوتک رئیسی
کوتک رئیسی، روستایی در دهستان تلنگ بخش کریان شهرستان میناب در استان هرمزگان ایران است.

## جمعیت
بر پایه سرشماری عمومی نفوس و مسکن در سال ۱۳۹۵، جمعیت این روستا برابر با ۱۰۲ نفر (۳۰ خانوار) بوده‌است.